# Мактиг, Джеймс
Джеймс Мактиг (англ. James McTeigue; род. 29 декабря, 1967, Сидней, Австралия) — австралийский кинорежиссёр. Работал помощником режиссёра во многих знаменитых фильмах, таких, как «Побег невозможен» (1994), трилогия «Матрица» (1999—2003). Режиссёрским дебютом является фильм «V — значит вендетта» (2006).

## Ранняя жизнь
Джеймс родился в Сиднее, обучался в университете Чарльза Стюарта.

## Карьера
В 1994 был вторым помощником режиссёра фильма «Деревенская жизнь», в 1997 году был вторым помощником режиссера фильма «Дорога в рай» и первым помощником сериала Большое небо.
В 2006 Джеймс снял своё дебютное произведение «V — значит вендетта».

## Фильмография
| Год  |   | Русское название                        | Оригинальное название                      | Роль               |
| ---- | - | --------------------------------------- | ------------------------------------------ | ------------------ |
| 1994 | ф | Деревенская жизнь                       | Country Life                               | помощник режиссёра |
| 1994 | ф | Побег невозможен                        | No Escape                                  | помощник режиссёра |
| 1997 | ф | Дорога в рай                            | Paradise Road                              | помощник режиссёра |
| 1999 | ф | Матрица                                 | The Matrix                                 | помощник режиссёра |
| 2000 | ф | Маска обезьяны                          | The Monkey's Mask                          | помощник режиссёра |
| 2002 | ф | Звёздные войны. Эпизод II: Атака клонов | Star Wars Episode II: Attack of the Clones | помощник режиссёра |
| 2003 | ф | Матрица: Перезагрузка                   | The Matrix Reloaded                        | помощник режиссёра |
| 2003 | ф | Матрица: Революция                      | The Matrix Revolutions                     | помощник режиссёра |
| 2006 | ф | V — значит вендетта                     | V for Vendetta                             | режиссёр           |
| 2007 | ф | Вторжение                               | The Invasion                               | второй режиссёр    |
| 2009 | ф | Ниндзя-убийца                           | Ninja Assassin                             | режиссёр           |
| 2012 | ф | Ворон                                   | The Raven                                  | режиссёр           |
| 2015 | ф | Уцелевшая                               | Survivor                                   | режиссёр           |
| 2015 | с | Восьмое чувство                         | Sense8                                     | режиссёр           |
| 2016 | с | Марко Поло                              | Marco Polo                                 | режиссёр           |
| 2018 | ф | Вторжение                               | Breaking In                                | режиссёр           |